# Antonio Luna
Antonio Luna y Novicio (29 tháng 10 năm 1866 – 5 tháng 6 năm 1899), là một vị tướng nổi tiếng trong lịch sử Philippines, với vai trò thủ lĩnh trong Chiến tranh Hoa Kỳ-Philippines.
Được ca ngợi như là một vị chỉ huy dũng cảm nhất mọi thời đại lúc đó, ông thay thế Artemio Ricarte làm Bộ trưởng Quốc phòng Philippines. Ông thường vận dụng các kiến thức khoa học vào các chiến dịch quân sự của mình. Vốn là một xạ thủ, ông đã gây dựng nên một nhóm lính bắn tỉa nổi tiếng sau này, được nhắc tới là "lính bắn tỉa của Luna" hoặc là "vệ binh Đen". Lối phòng thủ 3 lớp, vốn gây khó khăn lớn cho lính Hoa Kỳ, giờ được biết tới là lớp phòng thủ Luna, khiến quân Hoa Kỳ phải vô cùng nhọc nhằn mới đánh bại nổi quân lính của ông ở bắc Manila, dẫn đến sự ra đời về sau ở một căn cứ quân sự ở Cordillera.
Mặc dù được xem là một hào kiệt ở Philippines, tính khí của ông lại nổi tiếng lại là dễ nổi nóng, khiến một số người không ưa ông. Tuy vậy, những công lao của ông vẫn được ghi nhận và ông được trao Huân chương Cộng hòa Philippines vào năm 1899. Ông cũng là một thành viên của Hội nghị Malolos. Ngoài ra, ông còn học văn học, hóa học và dược.
Ông bị ám sát vào năm 1899 bởi một nhóm sĩ quan bất đồng với ông. Ông bị đâm tới 30 nhát trong khi các sĩ quan phụ tá của ông cũng bị hạ sát. Trước khi chết, ông đã thét lên "Đồ hèn! Sát nhân!" cho tới khi bị chôn cất vội vã.

## Ghi nhận
| “                   | Tôi thấy Luna là vị chỉ huy giỏi nhất và mạnh mẽ nhất của Philippines | ” |
| — Frederick Funston |                                                                       |   |

| “                     | Luna là vị tướng duy nhất của Quân đội Philippines | ” |
| — James Franklin Bell |                                                    |   |

| “               | …với cái chết của Luna, Philippines đã mất đi người chỉ huy duy nhất của mình | ” |
| — Robert Hughes |                                                                               |   |

| “                   | Nếu ông ấy đôi lúc nóng nảy và giận dữ, thì lúc đó quân đội đang rơi vào hoàn cảnh nguy ngập bởi tinh thần rệu rã của binh lính và thiếu tiếp tế: không có gì ngoài sự can trường và tràn đầy năng lượng mới ngăn cản sự rệu rã đó | ” |
| — Apolinario Mabini | |   |

| “                   | Người Philippines là những người lính đầy tình cảm, hơn hẳn người Ấn Độ… Yếu thế hơn ở cả trang bị và tiếp tế, họ là những người dũng cảm nhất tôi thấy… Tôi rất ấn tượng với người Philippines | ” |
| — Henry Ware Lawton | |   |